# 卡纳尔
卡纳尔是斯洛文尼亞西部索查河畔卡納爾市鎮内的聚居地及其行政中心，位於索查河畔。當地傳統上屬於斯洛維尼亞沿海地區，現在包括在戈里齊亞統計區中。

## 教堂
當地的堂區教堂獻給聖母升天，屬於天主教科佩爾教區。現在的教堂建於1430年代，位於13世紀前身的遺址上，採用哥德式風格。仍然保留的哥德式元素是聖壇，而中殿在1632年至1670年間以巴洛克風格重新設計，立面在1787年至1795年間以新古典主義風格重新設計。最初的鐘樓建於1632年，但在第一次世界大戰中被拆除，後來以新文藝復興建築風格重建。獻給帕多瓦的聖安東尼的左（北）側小教堂於1662年奉獻，而右（南）側小教堂則建於1698年，供奉天主之母。

## 外部連結
- Map and orthophoto of Kanal（页面存档备份，存于）. Geopedia.si.
- TIC Kanal （页面存档备份，存于）. Tourist Information Centre Kanal.